# 阿多沃湖
60°13′10″N 52°57′50″E / 60.21944°N 52.96389°E
阿多沃湖（俄语：Адово озеро），是俄羅斯的湖泊，位於該國中西部，由彼爾姆邊疆區負責管轄，處於蓋內區，長3公里、寬2公里，面積3.68平方公里，海拔高度160.8米，水深5-6米。